# Huntsville (Alabama)
Huntsville es una ciudad del norte de Alabama, Estados Unidos. Originalmente llamada Twickenham, fue la primera comunidad en Alabama en obtener el estatus de ciudad en 1811, según el censo de 2010 tenía una población de 180 105 habitantes.
Huntsville es la cuarta ciudad más grande de Alabama y la ciudad más grande del área estadística combinada de los cuatro condados, Huntsville-Decatur, que en 2008 tenía una población total de 545 770 habitantes.
Fue la sede de la primera convención constitucional de Alabama (1819) y sirvió brevemente como la capital estatal. Asentada alrededor de Big Spring, es un centro comercial de heno, algodón, maíz y tabaco. Aquí se encuentran el Centro de Vuelo Espacial George C. Marshall y la Universidad de Alabama en Huntsville (1950) así como importante industria de ensambles electrónicos como Space Craft Inc. (SCI) actualmente fusionada con Sanmina para formar Sanmina-SCI.
En esta ciudad nació Jimmy Wales, fundador de Wikipedia.

## Geografía

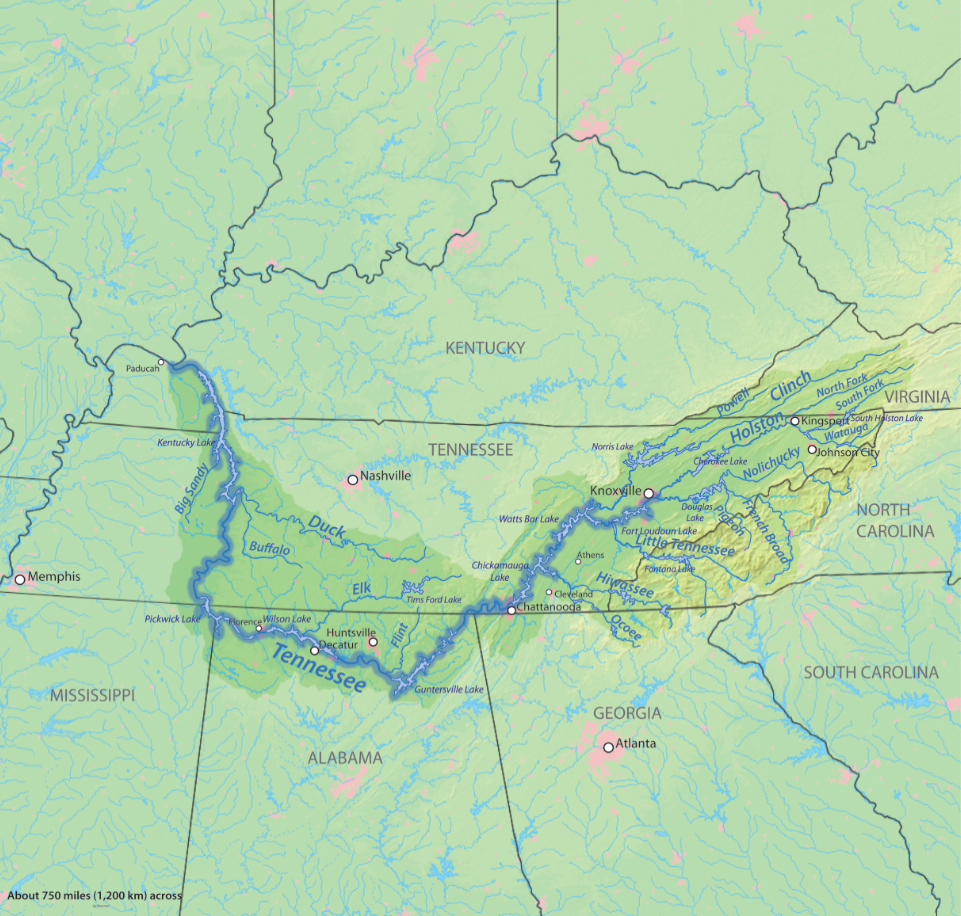
Mapa del río Tennessee en el que se ve Huntsville, en su curso medio

La ciudad tiene un área total de 520 km². Las anexiones recientes han movido la zona de Huntsville al condado de Limestone con un total de 56 kilómetros cuadrados.
La ciudad está situada en el valle del río Tennessee, rodeada parcialmente por varias mesetas y colinas. Estas mesetas están asociados a la meseta de Cumberland, y son llamados localmente "mountains". 
La montaña de Monte Sano es la más notable, está al este de la ciudad junto con Round Top, Chapman, Huntsville y Green Mountains.
Otras son Wade Mountain al norte, Rainbow Mountain hacia el oeste, y Weeden and Madkin Mountains en Redstone Arsenal al sur. Brindlee Mountain es visible en el sur a través del río Tennessee.
Al igual que con otras áreas a lo largo de la meseta de Cumberland, las tierras alrededor de Huntsville son kársticas. La ciudad fue fundada alrededor de Big Spring, que es un manantial kárstico típico, con muchas cuevas perforadas en la roca caliza, como es común en las zonas kársticas. 
La sede de la Sociedad Espeleológica Nacional se encuentra en Huntsville.

### Clima
Huntsville tiene un clima subtropical húmedo (Köppen Cfa). Experimenta veranos cálidos y húmedos e inviernos generalmente suaves, con temperaturas medias que van de 27,4 °C en el verano a 5,9 °C durante el invierno.
Gran parte de las precipitaciones son tormentas eléctricas. Las tormentas son más frecuentes durante el verano, pero las tormentas más graves se producen durante la primavera y a veces en otoño. Estas tormentas pueden traer grandes granizadas, vientos fuertes y tornados. Huntsville se encuentra en una región del país que se conoce coloquialmente como Dixie Alley, un área más propensa a tornados que en la mayoría de otras áreas de los Estados Unidos.
El 27 de abril de 2011, uno de los focos más grandes de tornados en la historia, afectó la zona norte de Alabama. Durante este evento, un tornado EF5 cerca de la central nuclear Browns Ferry destruyó muchas torres de transmisión y causó un apagón de varios días para la zona norte de Alabama. En total, nueve personas murieron en el condado de Madison. 
Huntsville está cerca de 480 km tierra adentro, y la ciudad casi no experimenta huracanes, sin embargo, muchas tormentas tropicales debilitadas cruzan el área después de tocar tierra en la costa del Golfo. 
Aunque la mayoría de los inviernos tienen algo de nieve, es significativa y rara, pero ha habido algunas anomalías, como la tormenta de nieve en la víspera del Año Nuevo de 1963. El día de Navidad de 2010 registró más de 4 pulgadas  de nieve.
| Parámetros climáticos promedio de Huntsville, Alabama (Aeropuerto Internacional de Huntsville), normales 1991–2020, extremos 1907–presente | Parámetros climáticos promedio de Huntsville, Alabama (Aeropuerto Internacional de Huntsville), normales 1991–2020, extremos 1907–presente | Parámetros climáticos promedio de Huntsville, Alabama (Aeropuerto Internacional de Huntsville), normales 1991–2020, extremos 1907–presente | Parámetros climáticos promedio de Huntsville, Alabama (Aeropuerto Internacional de Huntsville), normales 1991–2020, extremos 1907–presente | Parámetros climáticos promedio de Huntsville, Alabama (Aeropuerto Internacional de Huntsville), normales 1991–2020, extremos 1907–presente | Parámetros climáticos promedio de Huntsville, Alabama (Aeropuerto Internacional de Huntsville), normales 1991–2020, extremos 1907–presente | Parámetros climáticos promedio de Huntsville, Alabama (Aeropuerto Internacional de Huntsville), normales 1991–2020, extremos 1907–presente | Parámetros climáticos promedio de Huntsville, Alabama (Aeropuerto Internacional de Huntsville), normales 1991–2020, extremos 1907–presente | Parámetros climáticos promedio de Huntsville, Alabama (Aeropuerto Internacional de Huntsville), normales 1991–2020, extremos 1907–presente | Parámetros climáticos promedio de Huntsville, Alabama (Aeropuerto Internacional de Huntsville), normales 1991–2020, extremos 1907–presente | Parámetros climáticos promedio de Huntsville, Alabama (Aeropuerto Internacional de Huntsville), normales 1991–2020, extremos 1907–presente | Parámetros climáticos promedio de Huntsville, Alabama (Aeropuerto Internacional de Huntsville), normales 1991–2020, extremos 1907–presente | Parámetros climáticos promedio de Huntsville, Alabama (Aeropuerto Internacional de Huntsville), normales 1991–2020, extremos 1907–presente | Parámetros climáticos promedio de Huntsville, Alabama (Aeropuerto Internacional de Huntsville), normales 1991–2020, extremos 1907–presente |
| Mes | Ene. | Feb. | Mar. | Abr. | May. | Jun. | Jul. | Ago. | Sep. | Oct. | Nov. | Dic. | Anual |
| --- | --- | --- | --- | --- | --- | --- | --- | --- | --- | --- | --- | --- | --- |
| Temp. máx. abs. (°C) | 27.8 | 28.3 | 32.2 | 35 | 37.2 | 42.2 | 43.9 | 42.2 | 42.2 | 37.8 | 31.1 | 27.2 | 43.9 |
| Temp. máx. media (°C) | 11.3 | 13.9 | 18.6 | 23.8 | 28.1 | 31.7 | 33.1 | 32.9 | 30.3 | 24.4 | 17.7 | 12.8 | 23.2 |
| Temp. media (°C) | 5.9 | 8.2 | 12.3 | 17.2 | 21.8 | 25.9 | 27.4 | 26.9 | 23.8 | 17.7 | 11.4 | 7.5 | 17.2 |
| Temp. mín. media (°C) | 0.6 | 2.4 | 6.1 | 10.6 | 15.7 | 20 | 21.7 | 20.9 | 17.4 | 11 | 5.1 | 2.2 | 11.2 |
| Temp. mín. abs. (°C) | -23.9 | -22.2 | -14.4 | -4.4 | 0 | 5.6 | 9.4 | 10 | 2.8 | -5 | -17.2 | -19.4 | -23.9 |
| Precipitación total (mm) | 126.7 | 129.8 | 136.9 | 123.4 | 118.6 | 103.1 | 114 | 90.2 | 88.6 | 90.4 | 108 | 149.1 | 1379 |
| Nevadas (cm) | 1.8 | 2.5 | 1.3 | 0 | 0 | 0 | 0 | 0 | 0 | 0 | 0 | 0.5 | 6.1 |
| Días de precipitaciones (≥ 0.2 mm) | 10.6 | 11.3 | 11.2 | 10.1 | 10.0 | 10.1 | 10.8 | 9.2 | 6.8 | 7.7 | 8.8 | 11.0 | 117.6 |
| Días de nevadas (≥ 0.2 cm) | 0.8 | 0.6 | 0.3 | 0.0 | 0.0 | 0.0 | 0.0 | 0.0 | 0.0 | 0.0 | 0.0 | 0.3 | 2.0 |
| Humedad relativa (%) | 72.0 | 68.5 | 65.3 | 63.1 | 69.0 | 70.5 | 74.0 | 73.9 | 73.9 | 70.1 | 70.9 | 72.2 | 70.3 |
| Fuente n.º 1: NOAA | | | | | | | | | | | | | |
| Fuente n.º 2: World Meteorological Organization (humedad 1961–1990)                                                                        | | | | | | | | | | | | | |

## Galería

Centro (Downtown)Centro (Downtown)
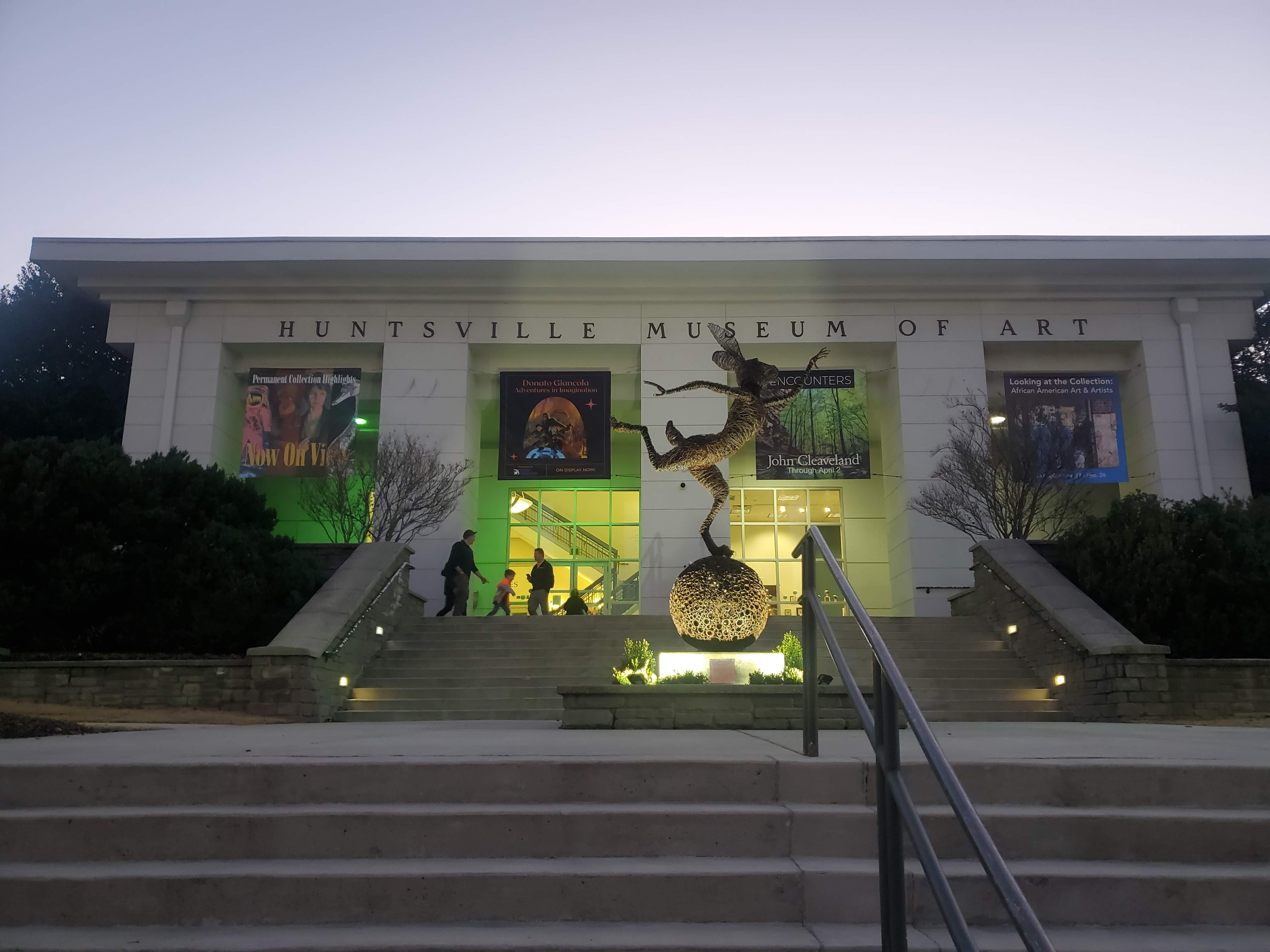
Museo de Arte (Art Museum)
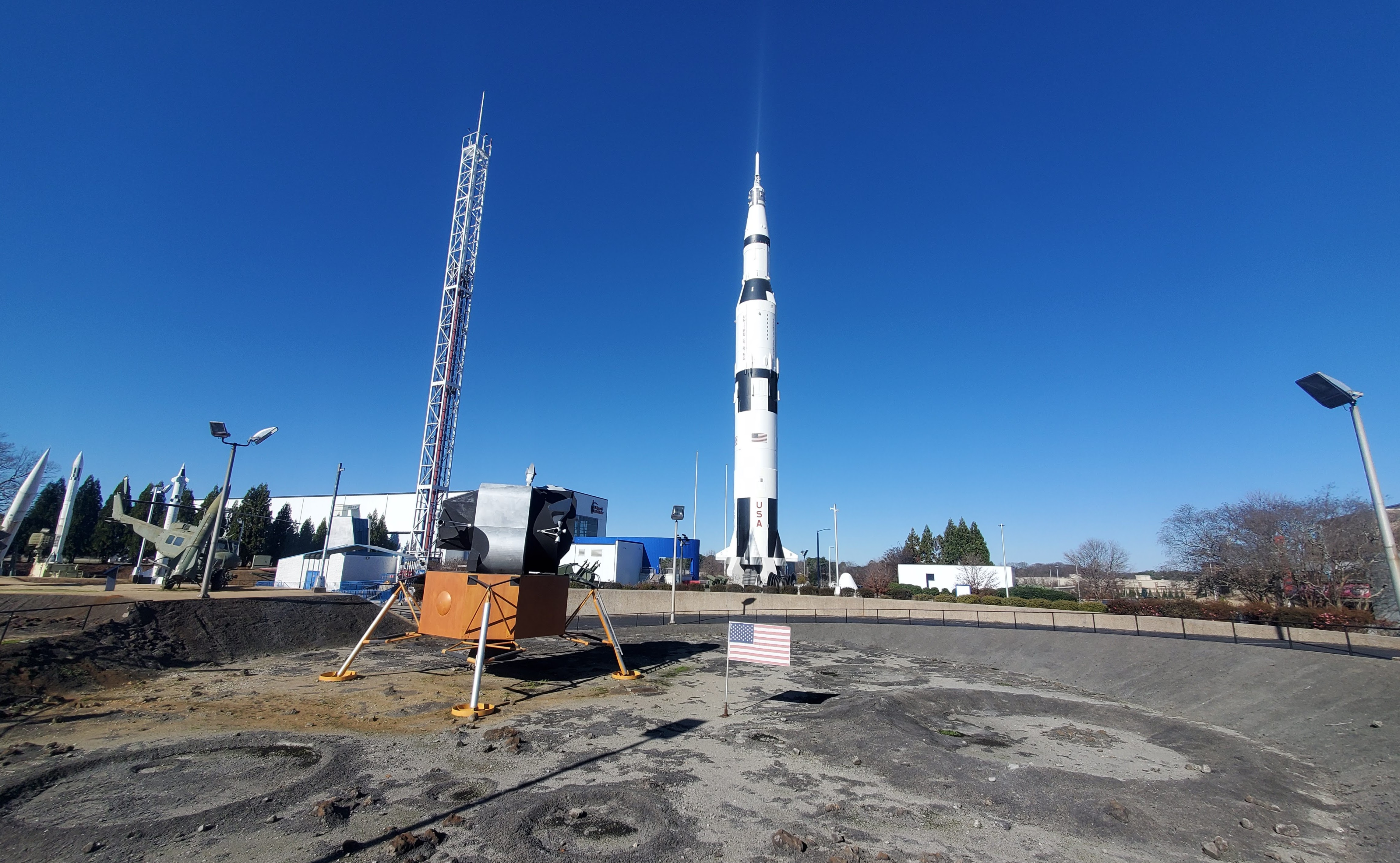
Centro Espacial de los estados Unidos (US Space Center)
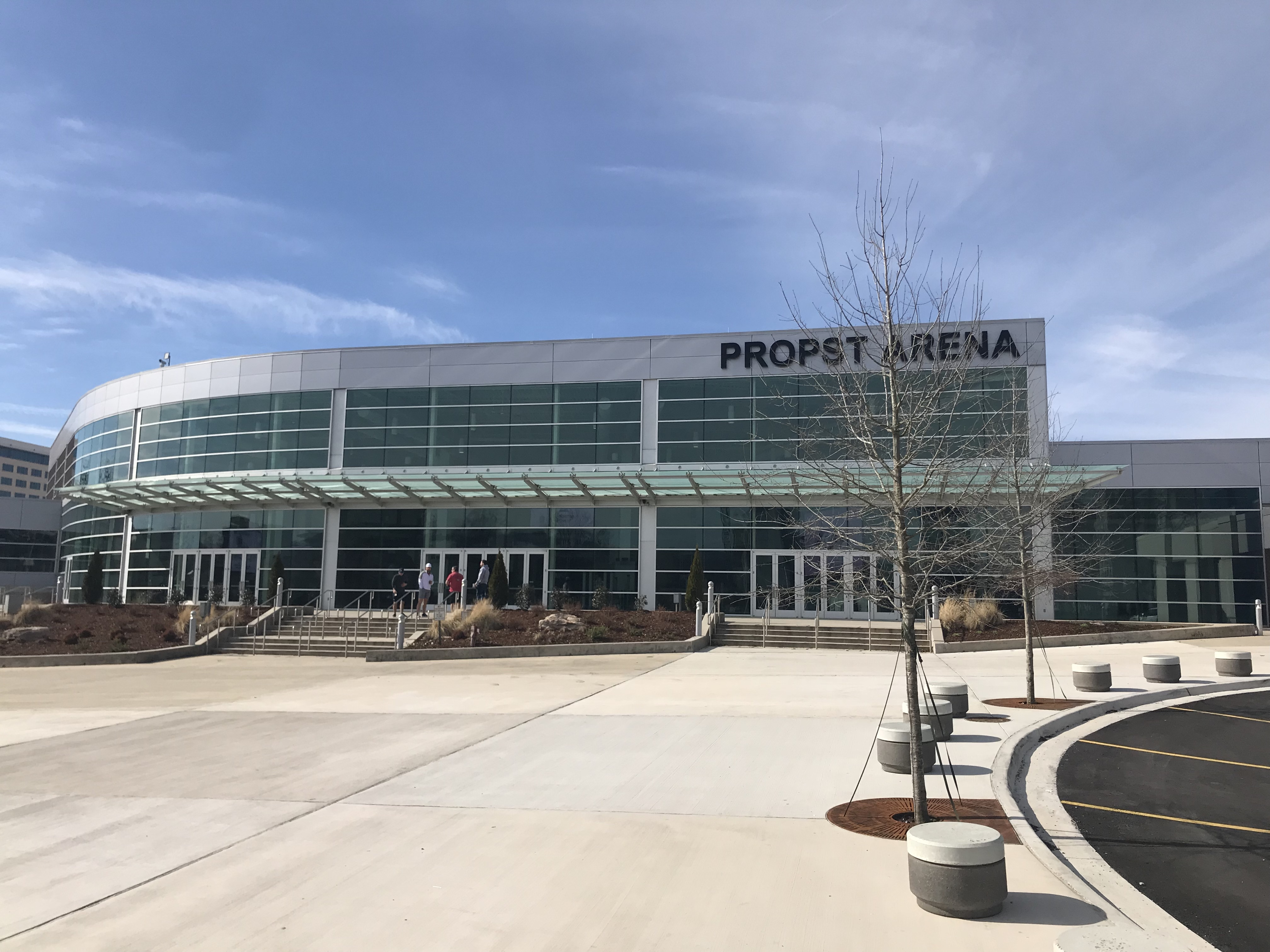
Propst Arena en el Centro Von Braun (Von braun Center)
Primer Banco Nacional (Firts National Bank)

## Educación
Las Escuelas de la Ciudad de Huntsville gestiona escuelas públicas.